# Hohe Möhr
Die Hohe Möhr ist ein 988,8 m ü. NHN hoher Berg im Schwarzwald bei Schopfheim im baden-württembergischen Landkreis Lörrach.
Auf dem Gipfel des Berges steht der rund 30 Meter hohe Hohe-Möhr-Turm, ein vom Schwarzwaldverein erbauter Aussichtsturm. Zudem betreibt der SWR hier einen Sendeturm.
Entlang des Gipfels zieht sich die Gemeindegrenze zwischen Zell im Wiesental und Schopfheim. Während sich der Sendeturm auf der Gemarkung von Zell befindet, steht der Aussichtsturm auf der Gemarkung von Schopfheim-Raitbach.

## Türme auf der Hohen Möhr

### Hohe-Möhr-Turm

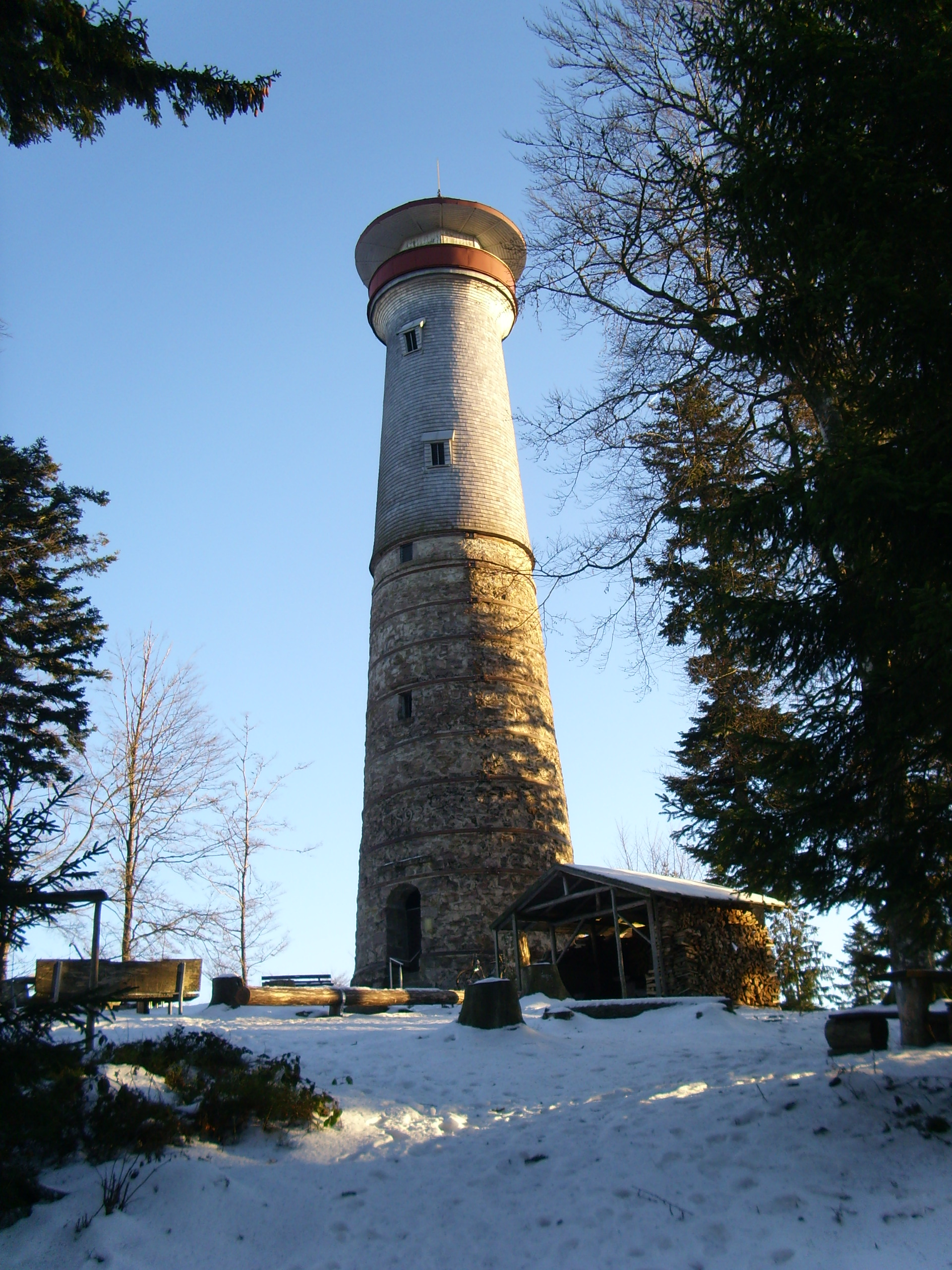
Der Aussichtsturm auf der Hohen Möhr

Der 30 Meter hohe Hohe-Möhr-Turm hat eine Aussichtsplattform auf etwa 25 Meter, die in 141 Treppenstufen erreichbar ist. Damit erhält man einen weiten Rundblick, der bei guter Sicht bis auf die Schweizer Alpenkette, den Jura und die Vogesen reicht. Im näheren Umfeld kann man ins Wiesental, Rheintal und Wehratal, sowie zum Hotzenwald, dem Dinkelberg und auf die Schwarzwaldberge sehen.
Der Turm wurde 1894 von der kurz zuvor gegründeten Schopfheimer Ortsgruppe des Schwarzwaldvereins erbaut. Der Turm besteht im unteren Teil aus Stein, im oberen aus Holz. Der unter Denkmalschutz stehende Turm wurde in den Jahren mehrfach saniert und renoviert.

### Sendeturm Hohe Möhr
Bei 47° 41′ 35″ N, 7° 52′ 26″ O steht die Sendeanlage des Südwestrundfunks für UKW, Mobilfunk und weitere Funkdienste, die als Antennenträger einen 77 Meter hohen, freistehenden Stahlfachwerkturm verwendet.

## Wegenetz

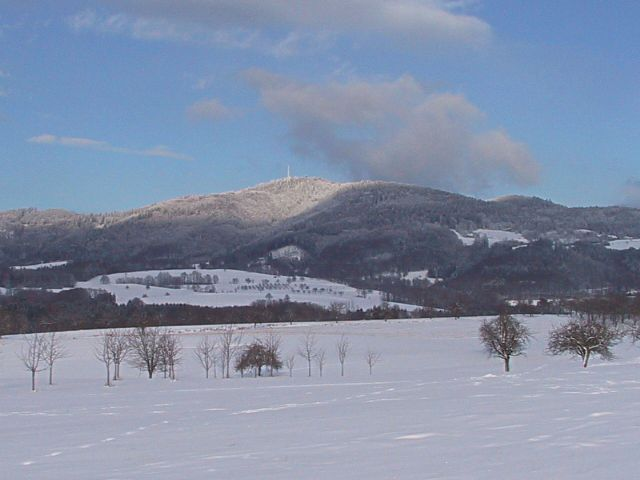
Der Berg im Winter, Sicht von Südwesten

Die Hohe Möhr ist von allen Himmelsrichtungen über ein weit verzweigtes Wegenetz erreichbar. Eine Einstiegsmöglichkeit ist von der Schweigmatt über den Südhang. Dort gibt es Parkplätze beim Schwimmbad. Von dort bewältigt man auf rund 2,5 Kilometer etwa 240 Höhenmeter bis zum Turm über den Fahrweg zur Hohen Möhr. 
Alternative Einstiegsmöglichkeiten existieren von  Raitbach vom Festhallenparkplatz auf der Scheuermatt am Ortsende von Raitbach. Von dort sind es etwa 5 Kilometer und 420 Höhenmeter. An beiden Parkplätzen informiert eine Wandertafel über mögliche Wege und Anschlusswanderungen. Die Anreise mit dem Zug erfolgt über den Bahnhof Hausen-Raitbach mit der Wiesentalbahn. Von dort kann man über die Raitbacher Höhe und Hebelhöhe zum Turm gelangen. Streckenlänge in kürzester Variante betragen 4,3 km und rund 580 Höhenmeter. Ein Wandertafel am Fußweg nach Raitbach informiert ebenfalls über Wege.